# Martijn van de Leur
Martijn van de Leur (Geldrop, 9 maart 1977) is een voormalig Nederlandse eredivisie-tafeltennisspeler. Zijn laatste vereniging was TTV Unicum, dat hij als kopman vanuit de tweede divisie omhoog hielp tot de eredivisie. In het seizoen 2005/2006 was hij ongeslagen in de hoogste divisie van het tafeltennis in Nederland. Eerder kwam hij op het hoogste niveau al uit voor AAC Cosmos/TTVV, voor dit weer TTV Veldhoven werd. Hij kwam één keer uit voor het Nederlandse team.
Martijn is de oudere broer van Paul van de Leur, die eveneens wedstrijden in de Nederlandse eredivisie op zijn conto heeft en drie keer voor het Nederlandse team speelde.